# Conector (álbum)
Conector es el primer álbum del proyecto independiente desarrollado por Héctor Buitrago colíder de Aterciopelados este trabajo tiene como principal característica la participación de varios reconocidos cantantes y músicos interpretando obras íntegramente escritas por Héctor; entre ellos Ever Suárez, Martina Camargo, Julieta Venegas, Natalia Helo, Álex Ubago y mayormente Andrea Echeverri, así como una gran variedad de destacados músicos.
Por este trabajo Héctor fue galardonado en los Premios Nuestra Tierra 2007 como mejor productor del año y por los Premios Shock es galardonado en la categoría mejor vídeo por el clip de su sencillo «Damaquiel», también ganaría en los Premios Subterranica por Artista pop, Mejor bajista, Artista masculino y adicionalmente la Revista Semana otorgaría al disco el reconocimiento como Álbum del Año.
Con una variedad de sonidos que incluyen variables del Rock, el New Wave, músicas tradicionales, acompañados de una amplia gama de voces, el primer proyecto independiente de Héctor plantea una interesante propuesta que por lo sencillo de sus letras y la sonoridad que buscaba el productor no se incluyó como parte de Aterciopelados, sin embargo, la voz principal del álbum es de Andrea Echeverri.
Entre los principales instrumentalistas que participan del disco se encuentran, Santiago Medina en violín, Urián Sarmiento multinstrumentista y Camilo Velásquez guitarrista, estos últimos más adelante se integrarían a Aterciopelados para la producción de sus siguientes entregas Oye y Río.

## Lista de canciones
Todas las canciones escritas y compuestas por Héctor Buitrago. 
| Conector |                                                                            |                                   |          |  |
| N.º      | Título                                                                     | Vocalista(s) principal            | Duración |  |
| 1.       | «Troncoroca Vientomar»                                                     | Andrea Echeverri                  | 4:39     |  |
| 2.       | «Damaquiel» (Voz adicional, requinto, guitarra eléctrica – El Burro Mocho) | Ever Suárez, Martina Camargo      | 4:08     |  |
| 3.       | «Tonada Tambor»                                                            | Andrea Echeverri                  | 4:40     |  |
| 4.       | «Música Somos»                                                             | Andrea Echeverri, Julieta Venegas | 4:02     |  |
| 5.       | «Otravez» (Coescrita con Natalia Helo)                                     | Natalia Helo                      | 4:42     |  |
| 6.       | «Altísimo»                                                                 | Álex Ubago, Andrea Echeverri      | 4:12     |  |
| 7.       | «Fruto Real»                                                               | Andrea Echeverri, Fernanda Takai  | 4:34     |  |
| 8.       | «Durgamaloka»                                                              | Natalia Helo                      | 4:48     |  |
| 9.       | «Lamente Zen»                                                              | Andrea Echeverri                  | 4:44     |  |
| 10.      | «Ooohhhh»                                                                  | Andrea Echeverri                  | 4:30     |  |
| 11.      | «Tiempo Paralelo Le»                                                       | Andrea Echeverri, Martina Camargo | 4:37     |  |

## Créditos
- Productor y escritor: Héctor Buitrago
- Mezcla: Andrés Landinez
- Masterización: Felipe López
- Artes de carátula: Carolina Castaño